# قانون بيئي
القانون البيئي أو قانون الموارد البيئية والطبيعية (بالإنجليزية: Environmental law)‏، هو مصطلح جماعي يصف مجموعة المعاهدات والنظم الأساسية والأنظمة والقوانين العامة والعرفية التي تعالج آثار النشاط البشري على البيئة الطبيعية. ويمكن اجمال المواضيع التي يهتم بها القانون البيئي في منع تلوث المياه البحرية وتوفير الحماية والاستخدام المعقول للثروات والأحياء البحرية وحماية الغلاف الجوي من التلوث وحماية النباتات والغابات والحيوانات البرية وحماية المخلوقات الفريدة. ويعتبر القانون البيئي أساساً للاستدامة البيئية وأصبح الإعمال الكامل لأهدافه أكثر إلحاحاً من أي وقت مضى إزاء تنامي الضغوط البيئية. وتقوض انتهاكات القانون البيئي تحقيق جميع ركائز التنمية المستدامة والاستدامة البيئية. قد لا تنسجم مجالات أخرى، مثل تقييم الأثر البيئي، بدقة مع أي من الفئات السابقة، ولكنها تبقى مع ذلك عناصر مهمة في القانون البيئي.

## لمحة تاريخية
عُثر عبر التاريخ على أمثلة مُبكرة للتشريعات القانونية المُصممة للحفاظ الواعي على البيئة، سواء من أجل المصلحة البيئية أو للمتعة البشرية. في القانون العام، عُثر على الحماية الأولية في قانون الإيذاء، ولكن يسمح هذا القانون فقط باتخاذ إجراءات خاصة للحصول على تعويضات أو أوامر قضائية في حال حصول ضرر للأرض، مثل انبعاث الروائح الكريهة من زريبة الخنازير والمسؤولية الصارمة تجاه إلقاء القمامة أو الضرر الناجم عن السدود المتفجرة. ومع ذلك، فقد كان التنفيذ الخاص محدودًا، ووُجد أنه غير مناسب على الإطلاق للتعامل مع التهديدات البيئية الكبرى، ولا سيما تهديدات الموارد المشتركة.
خلال كارثة الرائجة الكريهة التي أصابت لندن في عام 1858، بدأ إلقاء مياه المجاري في نهر التمز، الأمر الذي سبب انبعاث رائحة مروعة للغاية نتيجةً لحرارة الصيف، ما اُضطر إلى إخلاء البرلمان. ومن المفارقات أن قانون لجنة مياه العاصمة لعام 1848 قد سمح للجنة العاصمة للصرف الصحي بإغلاق بئر الترسيب في جميع أنحاء المدينة في محاولة «للتنظيف»، ولكن هذا الأمر دفع الناس ببساطة إلى تلويث النهر. خلال 19 يومًا، أقر البرلمان قانونًا آخر لبناء شبكة الصرف الصحي في لندن.
عانت لندن أيضًا من تلوث شديد في الهواء، إذ بلغ ذروته في واقعة الضبخان الكبير عام 1952، والتي أدت بدورها إلى استجابة تشريعية للتصدي لها عبر: قانون الهواء النظيف لعام 1956. وقد كان هدف الهيكل التنظيمي الرئيسي هو وضع حدود للانبعاثات الناجمة عن المنازل والأعمال (خاصةً حرق الفحم)، بينما تقوم هيئة التفتيش بفرض الامتثال.
يُعد مفهوم «القانون البيئي» كمجموعة قوانين منفصلة وذات صلة، تطورًا من تطورات القرن العشرين على الرغم من وجود نظائره المبكرة. علمًا أن الاعتراف بأن الطبيعة هشة وتحتاج إلى حماية قانونية خاصة، وترجمة ذلك الاعتراف إلى هياكل قانونية، وتطوير تلك الهياكل القانونية إلى مجموعة قوانين أكبر من «القانون البيئي»، والتأثير القوي للقانون البيئي على قوانين الموارد الطبيعية، لم يحدث حتى فترة ستينيات القرن العشرين.
في ذلك الوقت، كانت هناك العديد من التأثيرات -بما في ذلك الوعي المتزايد بوحدة وهشاشة المحيط الحيوي؛ وزيادة اهتمام العامة بتأثير النشاط الصناعي على الموارد الطبيعية وصحة الإنسان؛ والقوة المتزايدة للحالة التنظيمية؛ وبصفة أعم ظهور البيئية ونجاحها كحركة سياسية- التي تضافرت لإنتاج مجموعة جديدة وضخمة من القوانين خلال فترة زمنية قصيرة نسبيًا.
وُضع القانون البيئي كعنصر من عناصر المشهد القانوني في جميع الدول المتقدمة في العالم، وكذلك العديد من الدول النامية، وفي المشروع الأكبر للقانون الدولي.

## مكافحة التلوث

### جودة الهواء

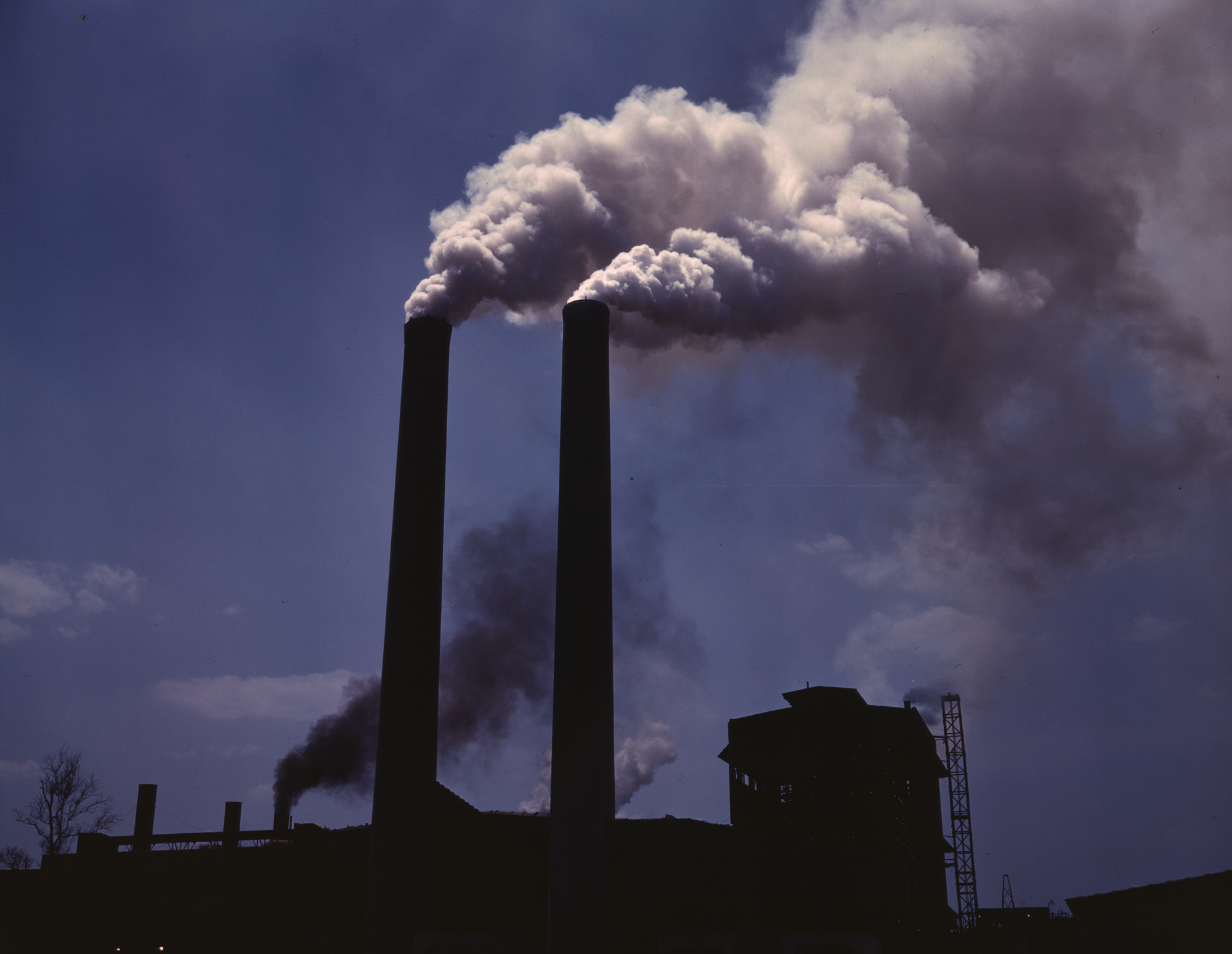
تحكم قوانين جودة الهواء بمستويات انبعاثات تلوث الهواء الناجم عن دخان المصانع

تحكم قوانين جودة الهواء انبعاث ملوثات الهواء في الغلاف الجوي، إذ توجد مجموعة فرعية متخصصة من قوانين جودة الهواء التي تضبط جودة الهواء الداخلي للمباني. غالبًا ما تُصمم قوانين ضبط جودة الهواء خصيصًا لحماية صحة الإنسان عن طريق الحد من تراكيز الملوثات المحمولة في الجو أو القضاء عليها.
صُممت مبادرات أخرى لمعالجة المشكلات البيئية الأوسع نطاقًا، مثل القيود المفروضة على استخدام المواد الكيميائية التي تؤثر على طبقة الأوزون، وبرامج تجارة الانبعاثات لمعالجة الأمطار الحامضية وتغير المناخ.
تشمل الجهود التنظيمية تحديد وتصنيف ملوثات الهواء، ووضع حدود لمستويات الانبعاثات المقبولة، وإملاء تقنيات التخفيف اللازمة أو المناسبة.

### جودة المياه

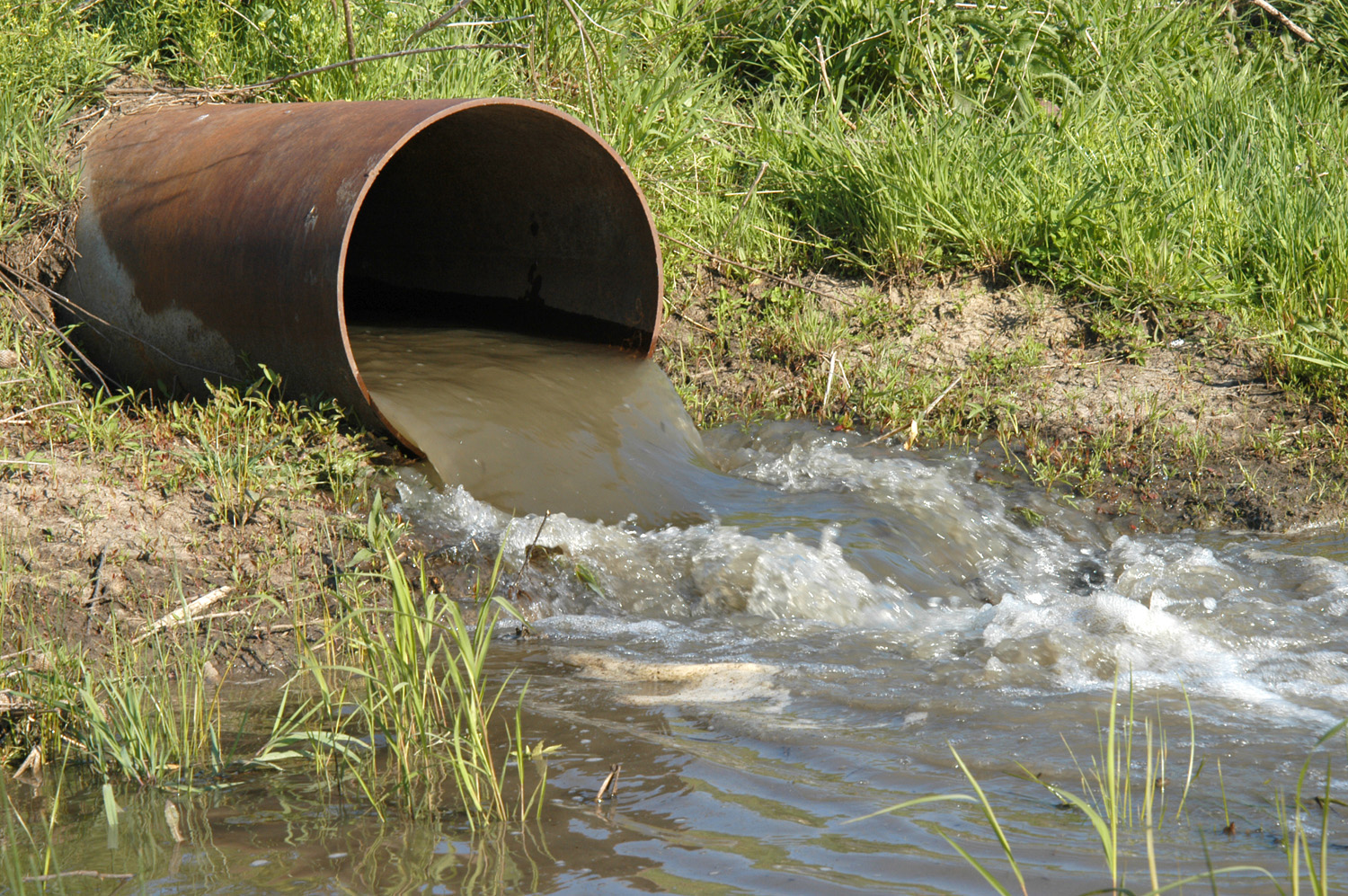
تخضع أنابيب تصريف مياه الأمطار وما يشابها إلى قوانين جودة المياه

تحكم قوانين جودة المياه على إطلاق الملوثات في الموارد المائية، بما في ذلك المياه السطحية والمياه الجوفية ومياه الشرب المخزنة. قد تُصمم بعض قوانين جودة المياه، مثل أنظمة مياه الشرب، فقط بالإشارة إلى معايير صحة الإنسان.
قد تعكس العديد من القوانين الأخرى، بما في ذلك القيود المفروضة على تغيير الخصائص الكيميائية والفيزيائية والإشعاعية والبيولوجية لموارد المياه، الجهود المبذولة لحماية النظم البيئية المائية على نطاق أوسع. وقد تشمل الجهود التنظيمية تحديد وتصنيف ملوثات المياه، وفرض تراكيز الملوثات المقبولة في موارد المياه، والحد من تصريف الملوثات الناجمة عن مصادر النفايات السائلة.
تشمل المناطق التنظيمية معالجة مياه الصرف الصحي والتخلص منها، وإدارة مياه الصرف الصناعية والزراعية، والسيطرة على جريان المياه السطحية من مواقع البناء والبيئات الحضرية.

### إدارة المخلفات

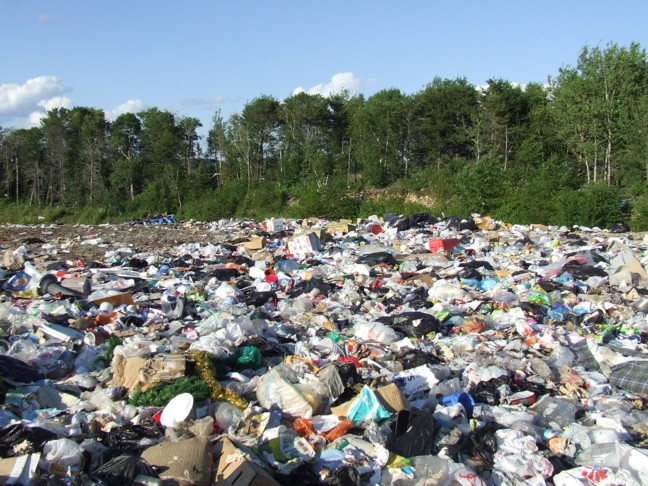
تخضع مكبات النفايات قي العديد من البلدان إلى قوانين إدارة المخلفات

تنظم قوانين إدارة المخلفات نقل جميع أنواع النفايات ومعالجتها وتخزينها والتخلص منها، بما في ذلك النفايات الصلبة الصادرة عن التجمعات البشرية والنفايات الخطرة والمخلفات الإشعاعية والعديد من أنواع النفايات الأخرى.
تُصمم قوانين النفايات عمومًا للتقليل أو التخلص من التشتت غير المنضبط لمواد المخلفات في البيئة بطريقة قد تسبب ضررًا بيئيًا أو بيولوجيًا، وتشمل القوانين المُصممة للحد من توليد النفايات وتشجيع إعادة تدوير النفايات أو جعلها أمرًا رسميًا.
تشمل الجهود التنظيمية تحديد وتصنيف أنواع المخلفات والتكليف بممارسات نقل المخلفات ومعالجتها وتخزينها والتخلص منها.

### تنظيف الملوثات

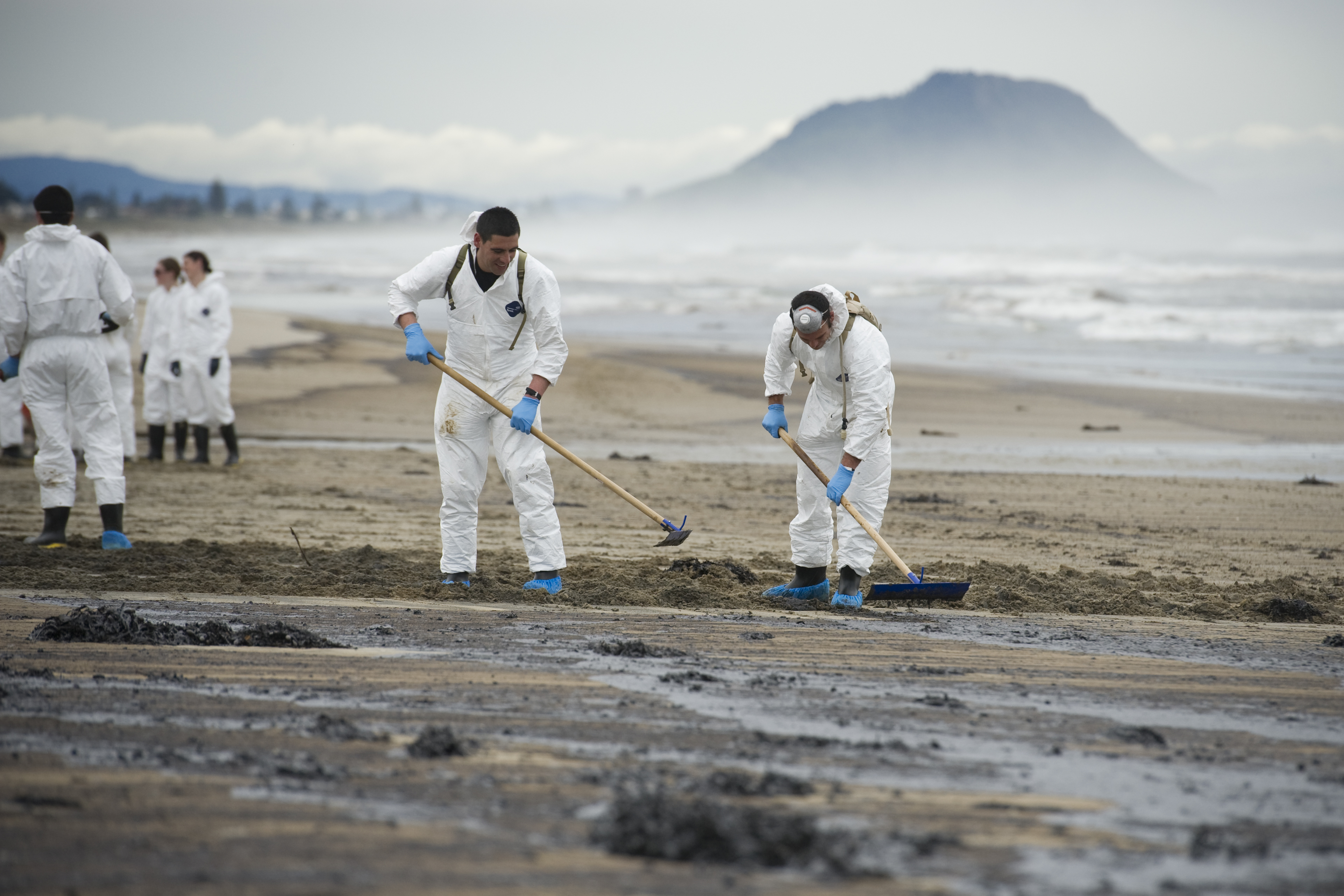
تحكم قوانين التنظيف البيئي عمليات إزالة الملوثات كإدارة وتدارك البقع والتسربات النفطية

تنظم قوانين التنظيف البيئي إزالة التلوث أو الملوثات من الأوساط البيئية مثل التربة أو المواد المترسبة أو المياه السطحية أو المياه الجوفية. وعلى عكس قوانين مكافحة التلوث، فإن قوانين التنظيف مُصممة للاستجابة بعد حدوث التلوث البيئي، وبالتالي يجب على هذه القوانين في كثير من الأحيان أن تحدد ليس فقط إجراءات الاستجابة الضرورية، ولكن الأطراف التي قد تكون مسؤولة عن التصرف (أو دفع ثمن) مثل هذه الأفعال.

### السلامة الكيميائية
تُنظم قوانين السلامة الكيميائية استخدام المواد الكيميائية ضمن الأنشطة البشرية، وخاصة المواد التي من صنع الإنسان، في التطبيقات الصناعية الحديثة. بل وتسعى قوانين الرقابة على المواد الكيميائية إلى إدارة الملوثات (المحتملة) بحد ذاتها، وذلك على عكس القوانين البيئية التي تركز على الأوساط (مثل قوانين جودة الهواء أو المياه).
تشمل الجهود التنظيمية حظر المكونات الكيميائية المحددة في المنتجات الاستهلاكية (مثل استخدام مادة البيسفينول في صناعة الزجاجات البلاستيكية)، وتنظيم استخدام مبيدات الآفات.

## استدامة الموارد

### تقييم الأثر
تقييم الأثر البيئي (EIA)، وهو تقييم العواقب البيئية (الإيجابية والسلبية) لخطة أو سياسة أو برنامج أو مشروع فعلي، قبل اتخاذ قرار بالمضي قُدُمًا في الإجراء المُقترح. وفي هذا السياق، يُستخدم عادةً مصطلح «تقييم الأثر البيئي» عند تطبيقه على المشاريع الفعلية من قبل الأفراد أو الشركات، بينما يطبق مصطلح «التقييم البيئي الاستراتيجي» (SEA) على السياسات والخطط والبرامج التي تقترحها أجهزة حكومية غالبًا.
تُشكل أداة الإدارة البيئية هذه جزءًا من الموافقة على المشروع واتخاذ القرارات. قد تخضع التقييمات البيئية لقواعد الإجراءات الإدارية المتعلقة بالمشاركة العامة وتوثيق عملية صنع القرار، ومن الممكن أن تخضع أيضًا للمراجعة القضائية.

### الموارد المائية
تحكم قوانين الموارد المائية ملكية واستخدام الموارد المائية، بما في ذلك المياه السطحية والمياه الجوفية. قد تشمل المجالات التنظيمية حفظ الموارد المائية والقيود المفروضة على استخدام المياه وأنظمة الملكية.

### الموارد المعدنية
تغطي قوانين الموارد المعدنية عدة موضوعات أساسية، بما في ذلك الموارد المعدنية ومن يمكنه العمل بها. يتأثر التعدين أيضًا بالقواعد المختلفة المتعلقة بصحة وسلامة عمال المناجم، فضلًا عن الأثر البيئي للتعدين.

## وصلات خارجية
- برنامج الأمم المتحدة للبيئة (بالإنجليزية)
- تحالف القانون البيئيّ حول العالم (بالإنجليزية)
- مركز القانون البيئيّ الدوليّ (بالإنجليزية)
- منظمة «إرث رايتس» الدوليّة (بالإنجليزية)